# Marolles-les-Buis
Marolles-les-Buis è un comune francese di 267 abitanti situato nel dipartimento dell'Eure-et-Loir nella regione del Centro-Valle della Loira.

## Società

### Evoluzione demografica
Abitanti censiti